# Амок
А́мок (від малай. amuk) — шал, стан неконтрольованої емоції пов'язаної з бажанням убивати. Характеризується різним руховим збудженням (як правило, це біг) і агресивними діями, безпричинними нападами на людей.
Найчастіше визначений у психіатрії як етноспецифічний синдром, притаманний жителям Малайзії, Філіппін та сусідніх регіонів. В типовому випадку в амок впадає чоловік, що не проявляв ознак злості і не мав жодних схильностей до насилля. Після того, як він знайде зброю, намагається вбити або сильно поранити кожного, кого зустріне. Випадки амоку зазвичай завершуються тільки тоді, коли нападника вб'ють перехожі або він вчинить самогубство.
Крім того, слово також використовували в Індії часів британського панування. Слово позначало поведінку слона, відділеного від свого стада. Впадаючи в шал, він біг наосліп, знищуючи все на своєму шляху. Термін здобув популярність завдяки оповіданням Редьярда Кіплінґа.
Амок було описано Американським психіатричним товариством в «Діагностичному і статистичному підручнику психічних хвороб» (DSM-IV TR).